# 10287 Smale
10287 Smale è un asteroide della fascia principale del diametro medio di circa 11,32 km. Scoperto nel 1982, presenta un'orbita caratterizzata da un semiasse maggiore pari a 2,4402881 UA e da un'eccentricità di 0,2453178, inclinata di 4,64236° rispetto all'eclittica.